# 片层庞蛛
片层庞蛛（学名：Pandava laminata）为隐石蛛科庞蛛属的动物。分布于斯里兰卡至中国、新几内亚、马克萨斯群岛、台湾岛等地。